# Drumcondra F.C.
Drumcondra Football Club je irský fotbalový klub z Drumcondry v Dublinu. Byl založen v roce 1923. Zápasy hraje na Baskin Lane. Klubové barvy jsou modrá a žlutá.
ve 40., 50. a 60. letech 20. století byl jedním z nejúspěšnějších klubů v Irsku. Jeho rival byl Shamrock Rovers.
Později klub upadl do zapomnění a v roce 1974 zanikl, nyní hraje amatérskou ligu.

## Vystoupení v Evropských pohárech
| Sezóna  | Soutěž                               | Kolo     | Soupeř          | Venku | Doma | Celkem |
| ------- | ------------------------------------ | -------- | --------------- | ----- | ---- | ------ |
| 1958/59 | Pohár mistrů evropských zemí 1958/59 | Předkolo | Atlético Madrid | 0:8   | 1:5  | 1:13   |
| 1961/62 | Pohár mistrů evropských zemí 1961/62 | Předkolo | 1. FC Norimberk | 0:5   | 1:4  | 1:9    |
| 1966/67 | Pohár mistrů evropských zemí 1966/67 | Předkolo | 1. FC Frankfurt | 0:3   | 1:0  | 1:3    |

2× také hráli na Veletržním poháru, kde v sezóně 1962/63 vyřadili Odense XI 6:5, následně prohráli s Bayernem Mnichov 7:1.
V sezóně 1966/67 prohráli 8:1 s Eintrachtem Frankfurt.

## Úspěchy
5× 1. irská fotbalová liga

## Slavní hráči
- Tom Davis
- Peter Kavanagh
- Con Martine
- Johnny Murray
- Joe Grace
- Paddy Byrne
- Tommy Donnelly
- Freddie Hutchinson
- Paddy Meehan
- Tim Coffey
- Benny Henderson
- Alan Kelly
- Fran Brennan